# 購買力平価のパズル
購買力平価のパズル（こうばいりょくへいかのパズル、英: The purchasing-power-parity puzzle）とは、購買力平価説を基に2国の価格水準の比で計算された実質為替レートと実際の為替レートの乖離が長期間が観察されること。言い換えると、相対的購買力平価説が「長期でしか」成立しないことを指す。実質為替レートの慣性のパズル（英：The real exchange-rate puzzle）とも呼ばれる。

## 概要
ケネス・ロゴフは、価格水準の比として計算された実質為替レートが実際に為替レートに反映されるのに3－4年を要していることを発見し、価格水準の硬直性を加味しても調整期間が長すぎることを指摘した。このような、一物一価の法則が成立しない状況が持続的に継続する状況を説明する試みが多くなされてきた。

## 逆説に対する説明
ルディガー・ドーンブッシュの為替レートのオーバーシューティング・モデルによると、為替レートのボラティリティはマネタリーショックと粘着的価格の相互作用によって発生する。このモデルは実質為替レートのボラティリティについては説明を与えるが、実質為替レートの持続性（慣性）については説明できない。
V. V. チャリの研究グループは、2国モデルにおいて価格水準を1年に一度しか変更できないと仮定すると、アメリカの生産と実質為替レートのボラティリティを説明できることを示している。

## 国際経済学における位置づけ
購買力平価のパズルは、バッカス＝スミスの逆説とは似て非なるものである。バッカス＝スミスの逆説は、経済モデルでは実質為替レートと2国の相対消費水準の間には高い正の相関があることを予測するが、データを見てみると相関は小さく、正であったり負であったりするというものである。
モーリス・オブストフェルドとケネス・ロゴフは国際経済学における6つのパズルの1つとしてこの購買力平価のパズルを挙げている。